# Karl Olboeter
Karl Olboeter (* 5. Februar 1898 in Stettin; † unbekannt) war ein deutscher Radrennfahrer.

## Sportliche Laufbahn
Olboeter war von 1930 bis 1933 Berufsfahrer im Radsportteam Diamant. Er lebte einige Zeit lang in Brüssel, um als Radprofi in Belgien Geld zu verdienen.
In seiner ersten Deutschland-Rundfahrt 1930 kam er beim Sieg von Hermann Buse auf den 14. Rang der Gesamtwertung. 1931 bestritt er die Tour de France als Einzelfahrer und schied auf der 2. Etappe aus. 1932 startete er erneut als Einzelfahrer und schied auf der 10. Etappe aus. Nach dem Zweiten Weltkrieg zog er nach Schwerin und engagierte sich als ehrenamtlicher Trainer im Radsport für den Nachwuchs.